# Alherd Bacharevič
Alherd Bacharevič (bělorusky Альгерд Бахарэвіч, * 1975, Minsk) je běloruský prozaik.